# 牙菌斑

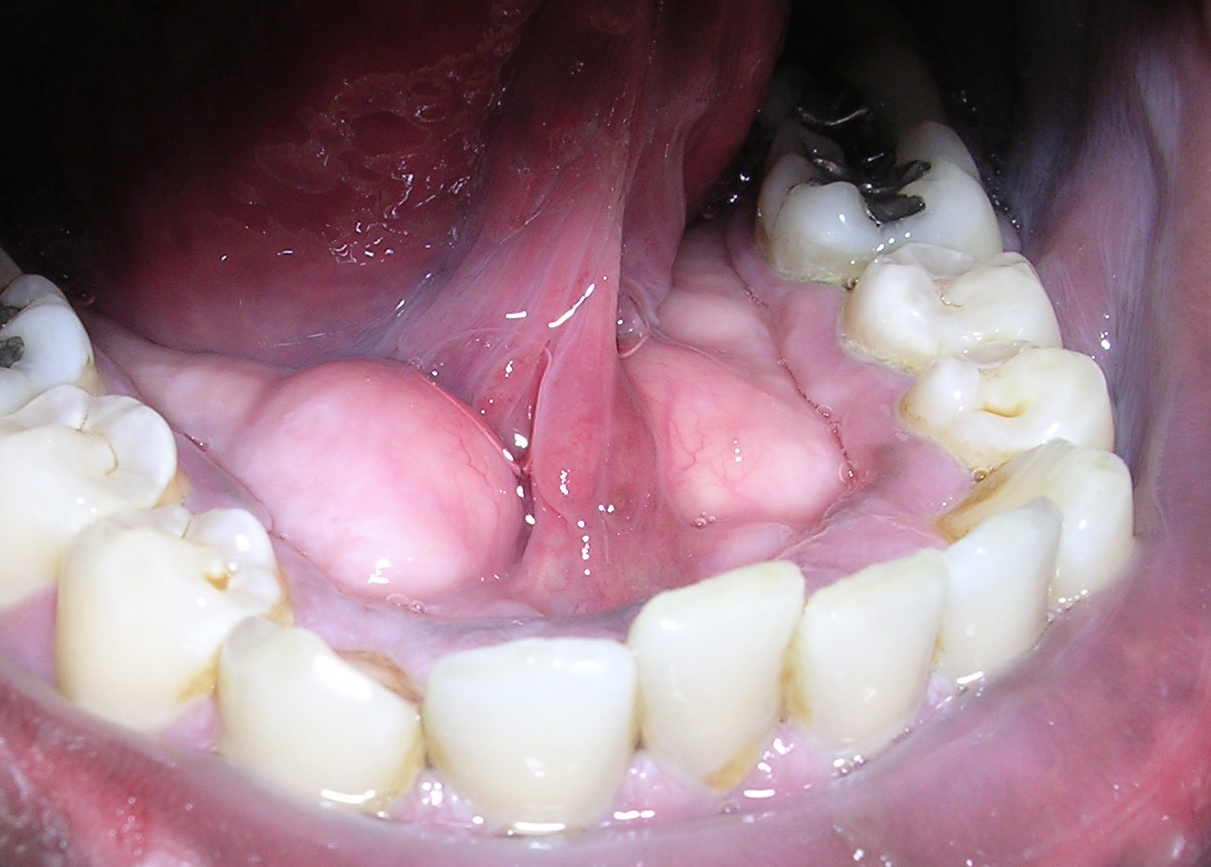
长期沉积的牙菌斑（牙垢）会形成牙石（牙结石，牙根处黄色部分）。

牙菌斑（dental plaque）又称牙垢（相对于牙石），是在牙齿及牙龈表面逐渐沉积的生物薄膜，组成的微生物主要是细菌，也有真菌；牙菌斑形成的初期是黏稠的薄层无色沉积物，但變厚時會形成牙石而呈現淡黄色或棕色。牙菌斑常见于齿间、齿前、齿后、咀嚼面、沿着龈线（龈上）或龈线下的齿颈边缘（龈下）。细菌斑是导致蛀牙和牙龈疾病的主要原因之一。使用牙菌斑顯示劑，可以很容易看到牙菌斑在口腔內的分布。

## 成因
牙菌斑由食物残渣、脱落的口腔上皮细胞、唾液和细菌构成。牙菌斑中的细菌主要是正常口腔内存在的鏈球菌、厌氧菌等。牙菌斑堆积到一定厚度之后，其内部紧挨牙齿表面的细菌因为与空气隔绝开始转入无氧呼吸。无氧呼吸在此处产生的酸不能及时被唾液冲走，因此会腐蚀珐琅质中的矿物成分，并进一步造成龋齿。

## 影響與徵狀
牙菌斑在牙齒上會形成蛀牙，在牙根处堆积的牙菌斑也会刺激牙龈导致牙齦炎，當發展到牙齒周圍骨頭時就稱為牙周炎等牙周疾病。
如果有以下情形，可能有牙齦方面的疾病：
1. 牙齦出血、有膿且受到擠壓有膿液、萎縮、腫脹或觸碰會疼痛等徵狀
2. 牙齒鬆動或移位
3. 呼吸時口腔有異味

## 牙菌斑顯示劑
牙菌斑顯示劑一般為含有可食用色素的染色劑，在刷完牙後用棉花棒均勻塗抹於牙齒、牙齦表面，再以清水漱口將多餘顯示劑吐出，若牙齒表面顯現出紅紫色斑，代表有牙菌斑殘留，需再用牙間刷及牙線去除色斑。

## 清潔與治療
牙菌斑对牙齿的危害随其沉积时间而增强，所以应该定期清除。牙菌斑的质地很软，可以用牙刷、牙膏来有效清除，刷牙重點在於牙齒本身、牙齦與牙齒之間的淺溝（牙齦溝）以及牙齒與牙齒之間的牙齦縫隙（齦乳頭）三區域及口腔內其他部位，以確保沒有食物殘渣。一般每天早晚刷牙2次即可达到较好的效果。在牙齿之间等不容易刷到的地方可以使用牙线。洗牙可以进一步保证牙菌斑的彻底清除，洗牙有手動洗牙跟超音波洗牙兩種，手動洗牙取決於醫生技術，超音波洗牙可以提高洗牙速度降低醫生勞動。
长期沉积的牙菌斑如果磷含量超過一般牙菌斑3倍、鈣含量也較高，在结合了唾液中可溶性的碳酸鹽與磷酸鹽矿物质等成分后，会钙化形成硬质的牙石（牙結石），牙結石表面粗糙無比，更容易產生牙菌斑。牙石令牙齒與牙肉交界處的清潔變得困難，容易造成細菌聚積，導致牙肉長期發炎，繼而演變為牙周病。牙结石一般紧密附着在牙齿表面，其去除需要由牙医等专业人士进行。